# 1926年帝国会议
1926年帝國會議（英語：1926 Imperial Conference）是第五次帝國會議，大英帝國各自治領的領導人齊聚一堂。該次會議於1926年10月19日至11月22日在英國首都倫敦舉行。

## 历史
這次會議因發表了《貝爾福宣言》而聞名於後世。《貝爾福宣言》確立了自治領地位平等的原則，以及大英帝國內的自治領不是英國的從屬之原則，並正式使用「大英國協」一詞來稱呼大英帝國與各自治領的關係。這次會議被安排在1926年於瑞士日內瓦舉辦的國際聯盟大會之後舉行，以減少大英帝國各自治領代表們的旅途里程。
該次會議成立了帝國間關係委員會，由亞瑟·貝爾福擔任主席，負責研究大英國協未來的憲政安排。